# Hacia la Tercera República
Hacia la Tercera República (Verso la Terza Repubblica) fue el embrión de un nuevo partido político centrista italiano. El movimiento se inició durante una convención en Roma el 17 de noviembre de 2012 y tenía como objetivo la formación de una base política para Mario Monti. 
Sus promotores principales incluyen a Luca Cordero di Montezemolo, Calenda Carlo, Andrea Romano, Nicola Rossi, Irene Tinagli, Federico Vecchioni y su grupo de expertos Italia Futura, Andrea Riccardi (fundador de la Comunidad de Sant'Egidio y ministro de Cooperación Internacional en el gobierno de Monti), Raffaele Bonanni (Confederación Italiana de Sindicatos de Trabajadores), Andrea Olivero (Asociaciones Cristianas de Trabajadores Italianos), Carlo Costalli (Movimiento Cristiano de Trabajadores), Lorenzo Dellai (Unión por el Trentino), Alessio Vianello, Enrico Zanetti y María Gomierato en nombre de Hacia el Norte, y Reformadores Sardos. 
De cara a las Elecciones generales de 2013 se presentó como Elección Cívica dentro de la coalición Con Monti por Italia.